# Omnibusbetrieb Sallwey

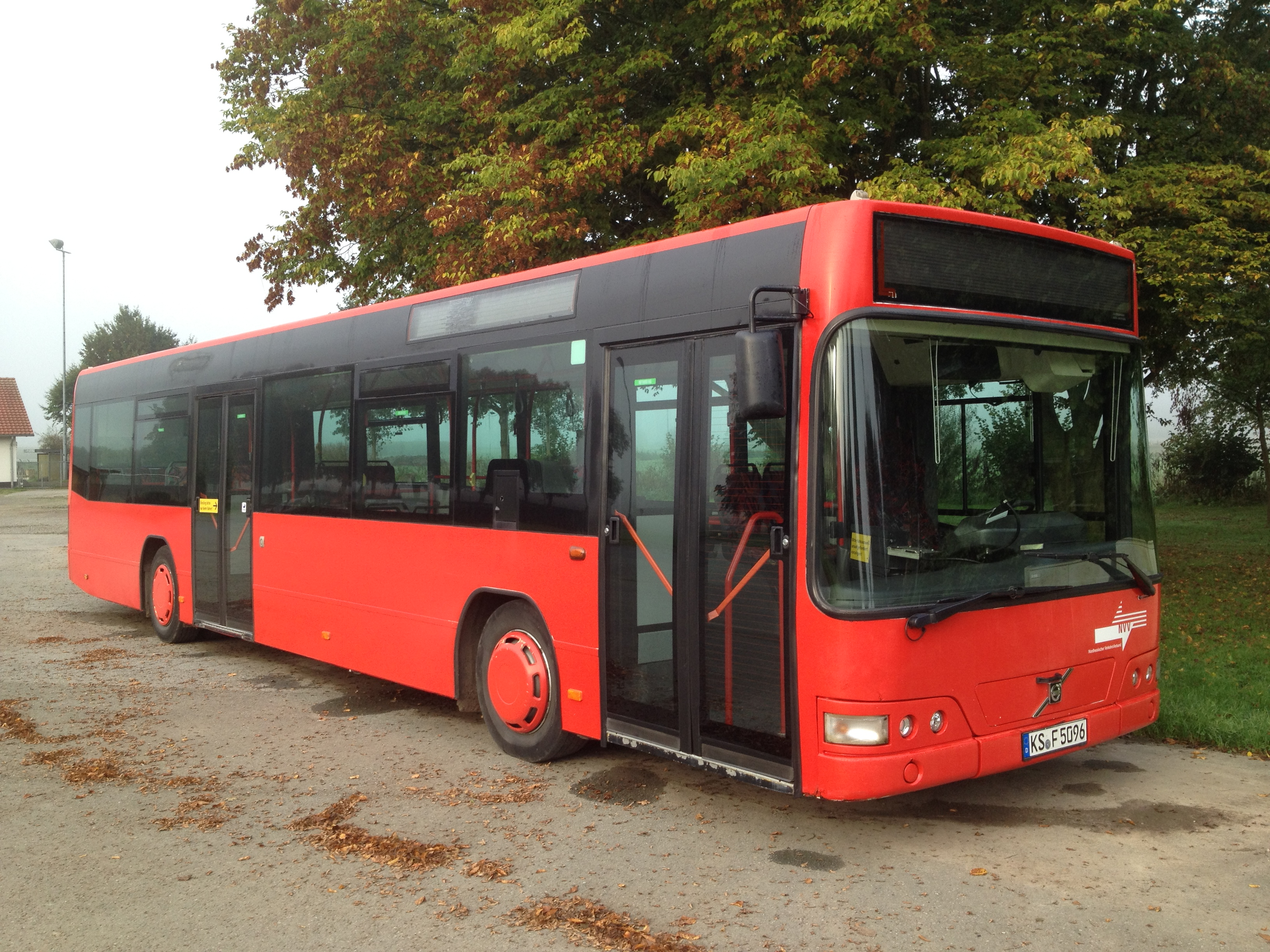
Volvo 7000 von Sallwey

Die Omnibusbetrieb Sallwey GmbH ist ein Verkehrsunternehmen des öffentlichen Nahverkehrs. Zunächst auf den Reisedienst spezialisiert, zog sich das Unternehmen 2006 während einer Umstrukturierung von diesem zurück und befährt heute im Auftrag des Nordhessischen Verkehrsverbundes und des Verkehrsverbundes Süd-Niedersachsen mehrere Buslinien.

## Linienverzeichnis

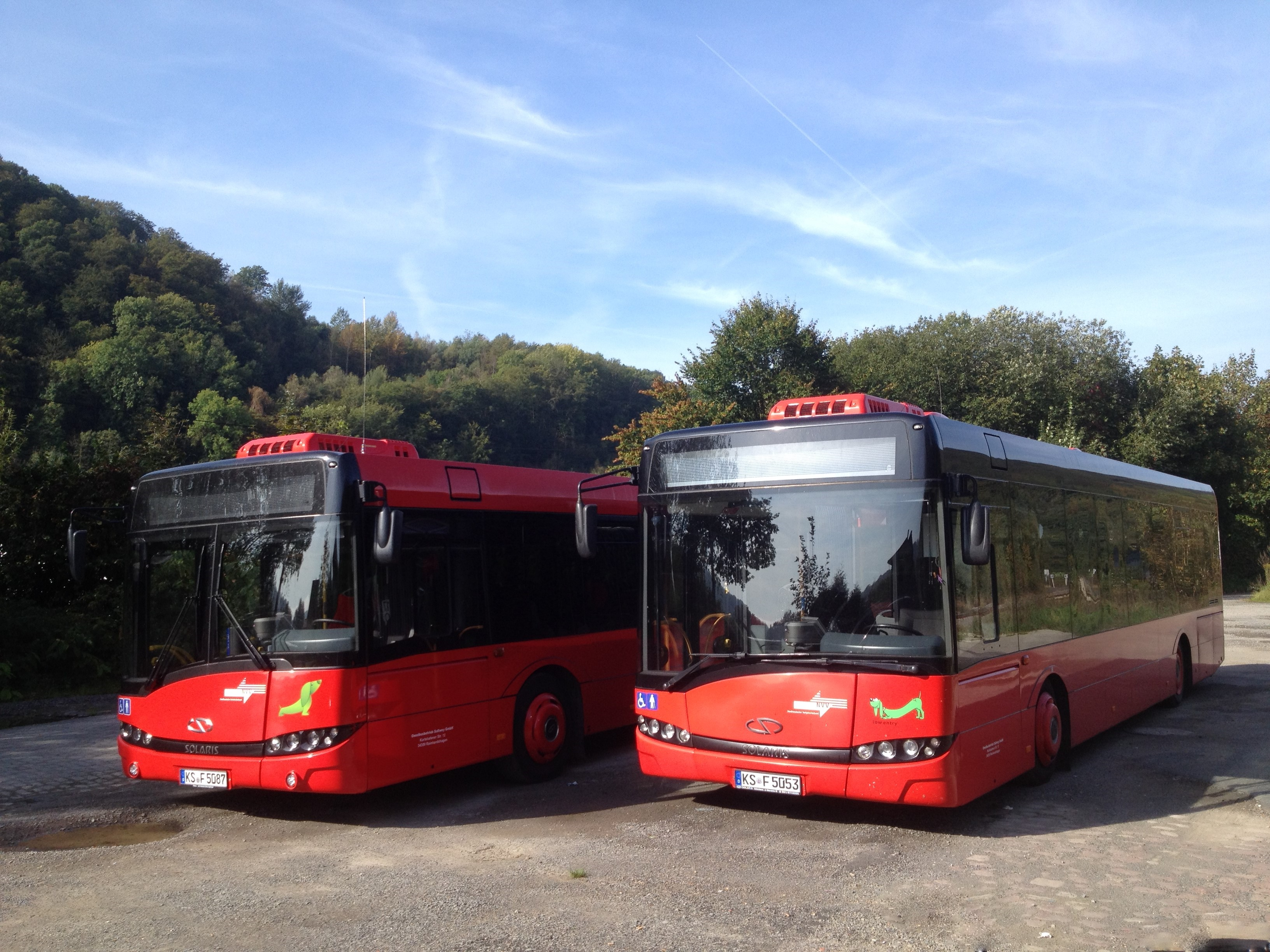
Solaris Urbino 12 von Sallwey

Folgende Buslinien werden betrieben:

### Linien im NVV
- 214: Neu-Eichenberg <> Neuseesen <> Witzenhausen
- 216: Bad Sooden-Allendorf <> Kammerbach <> Dudenrode
- 217: Witzenhausen <> Hundelshausen <> Kleinalmerode
- 218: Witzenhausen <> Gertenbach
- 220: Witzenhausen <> Bad Sooden-Allendorf <> Eschwege

## Arge Wesertal GbR
Im Jahr 2005 gründeten die Omnibusbetrieb Sallwey GmbH und die Regiobus Uhlendorff GmbH & Co.KG zusammen die „Arge Wesertal“ (auch „ARGE Sallwey Uhlendorff“) und betrieben seitdem zusammen die sechs hessisch/niedersächsischen Buslinien 190–195 im Wesertal, die zwischen den Städten Bad Karlshafen, Oberweser, Bodenfelde, Hann. Münden und Hofgeismar verkehrten.
Seit Dezember 2021 betreibt DB Regio Bus Mitte die Linien im Wesertal (190–195), wobei Omnibusbetrieb Sallwey immer noch als Subunternehmer zum Einsatz kommt. Die Arge Wesertal ist seitdem nur noch im Verkehrsverbundes Süd-Niedersachsen aktiv.

## Arge Surf GbR
Unter dem Namen „SURF“ gewann die Omnibusbetrieb Sallwey GmbH zusammen mit der Regiobus Uhlendorff GmbH & Co.KG, der Omnibusbetrieb Fritz Reifer e.K. und der Frölich Bus GmbH 2006 die Ausschreibung für mehrere Buslinien im Raum Vellmar. Im Jahr 2014 übernahmen die Reisedienst Bonte GmbH und die Kasseler Verkehrs-Gesellschaft AG diese Buslinien.

## Arge Niestetal GbR
Die Linien 30, 31, 32, 33, 34 und N32 zwischen Kassel, Niestetal, Nieste und Kaufungen werden von der Arge Niestetal betrieben, deren Teilhaber der Omnibusbetrieb Sallwey ist.